# 37 км (колійний пост)
37 кілометр — колійний пост Одеської дирекції Одеської залізниці на лінії Побережжя — Підгородна.
Розташований поблизу села Струтинка Ананьївського району Одеської області між станціями Балта (14 км) та Жеребкове (6 км).
На платформі зупиняються приміські поїзди